# Zártörés
A zártörés az igazságszolgáltatás elleni bűncselekmények egyike. A 2012. évi C. törvénybe foglalt hatályos magyar Büntető törvénykönyvben a XXII. fejezet (igazságszolgáltatás elleni bűncselekmények) alá tartozó bűncselekmények egyike.

## Története
Ezt a bűncselekményt a korábbi Büntető törvénykönyv (1978. évi IV. törvény) is büntetni rendelte.

## A 2012. évi C. törvényben
A hatályos büntető törvénykönyv a zártörés bűncselekményről a következők szerint rendelkezik:
- Zártörést követ el, aki  
  - a) a hatósági eljárás során elrendelt lefoglalásnál, zárlatnál vagy zár alá vételnél alkalmazott pecsétet eltávolítja vagy megsérti,
  - b) a lefoglalt, zárolt vagy zár alá vett dolog megőrzésére szolgáló, lezárt helyiséget felnyitja,
  - c) az információs rendszerben tárolt adatok megőrzésére kötelezéssel érintett adatot jogosulatlan személy számára hozzáférhetővé teszi, illetve azt az eljárás alól elvonja vagy módosítja,
  - d) a büntetőeljárás során hozzáférhetetlenné tett adatot jogosulatlan személy számára hozzáférhetővé teszi, illetve azt az eljárás alól elvonja vagy módosítja,

vétség miatt egy évig terjedő szabadságvesztéssel büntetendő.
- Aki a hatósági eljárás során lefoglalt, zárolt vagy zár alá vett dolgot a végrehajtás alól elvonja, bűntett miatt három évig terjedő szabadságvesztéssel büntetendő.[3]
- Az előző bekezdésben meghatározott zártörés miatt nem büntethető az elkövető, ha a vádirat benyújtásáig a dolgot - állagának sérelme nélkül - az eljáró hatóságnak visszaszolgáltatja.[4]